# История валлийского языка

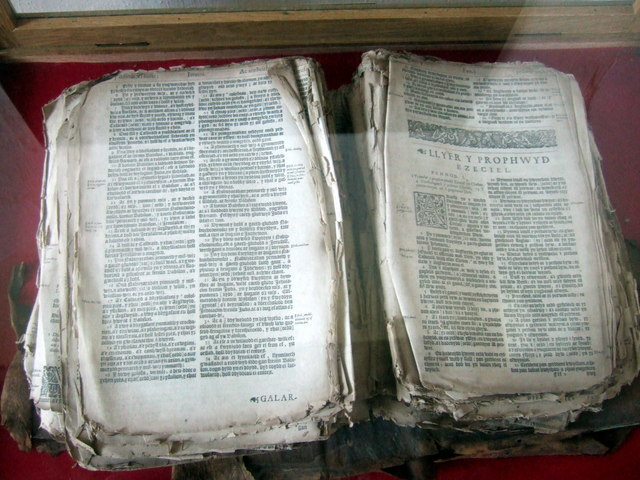
Библия на валлийском языке из церкви в Лланунде, Пембрукшир (1620)

История валлийского языка насчитывает более 14 веков, лингвистами в ней выделяются такие периоды, как архаический (с середины VI до середины VIII века), древневаллийский (с середины VIII по начало XII века), средневаллийский (с начала XII до конца XIV века) и современный валлийский язык, в котором, в свою очередь, выделяются подпериоды: ранненововаллийский (c начала XV до середины XVI века) и современный валлийский язык (с конца XVI века).

## Происхождение валлийского языка
Валлийский язык относится к бриттской подгруппе островных кельтских языков. Существует гипотеза об изначальном родстве островных кельтских языков, разделяемая, в частности, Петером Схрейвером, согласно которой гойдельские и бриттские языки имели общего предка, возникшего на Британских островах, и имеют больше общих черт друг с другом, чем с каким-либо из вымерших континентальных кельтских языков. В соответствии с этой гипотезой, предком древневаллийского языка является мёртвый в настоящее время кумбрийский, который произошёл от бриттского, а тот, в свою очередь — от протобриттского.
Эволюционное древо островных кельтских языков, согласно гипотезе об их изначальном родстве, выглядит следующим образом:
- Общий кельтский островной язык;
  - Протогойдельский, предок следующих:
    - архаичный ирландский, предок следующих:
      - древнеирландский, предок следующих:
        - среднеирландский, предок следующих:
          - ирландский;
          - шотландский гэльский;
          - мэнский;

  - Протобриттский;
    - пиктский (отнесение к кельтским языкам является спорным);
    - бриттский;
      - кумбрийский (исчез);
      - древневаллийский, предок следующего:
        - средневаллийский, предок следующего:
          - валлийский;

      - юго-западный бриттский, предок следующих:
        - бретонский;
        - корнский.

Критики данной гипотезы в качестве контраргумента приводят то обстоятельство, что между отдельными группами в рамках островных кельтских языков существуют более глубокие различия в фонетике и лексике, чем между данными группами и отдельными континентальными кельтскими языками.
Достоверные данные о времени окончательного формирования валлийского языка отсутствуют; по предположению К. Джексона, фонологическая система языка сформировалась примерно к 550 году н. э., в связи с чем он предложил назвать язык в период с 550 по 800 годы «примитивным валлийским» (англ. Primitive Welsh); в русскоязычной литературе для этого периода используется термин «архаический валлийский». Архаический валлийский, вероятно, был распространён в Уэльсе и на Древнем Севере, в бриттоязычных областях, в настоящее время это северная Англия и южная Шотландия. К V—VI векам относят появление первых поэтических произведений на валлийском, хотя вопросы о точной их датировке и языке, на котором они были первоначально написаны, остаются предметом научных споров. Первые валлийские поэты, чьи имена нам известны, — Анейрин, Талиесин, Блухвард, Талхайарн (Тад Авен) и Киан, однако сохранились только произведения первых двух, датируемые VI веком. Этот период называют «древнейшей поэзией», или Yr Hengerdd. Все поэтические произведения этого периода существовали только в устной традиции и записаны были гораздо позже.
Название самого языка — «валлийский» (англ. Welsh) — возникло как экзоним, данный носителям валлийского языка англоязычными жителями Британских островов и означающий «иностранная речь» (см. Walhaz). Самоназвание валлийского языка — «кимрайг» (валл. Cymraeg), происходящее от слова «Уэльс» — валл. Cymru. Письменность валлийского языка изначально основывалась на латинском алфавите.

## Древневаллийский язык
Период развития валлийского языка с середины VIII по начало XII вв. лингвисты именуют древневаллийским (валл. Hen Gymraeg). На этом этапе ещё не наблюдается использование на письме двойной «l» (liuit > Llywyd) для передачи латерально-фрикативного /ɬ/ и двойной «d» для передачи /ð/ (did > dydd). В то же время латинская «u» используется для передачи /y/, /ʊ/ и /v/, которые в средневаллийском стали заменяться на u, w и f, v. Одна из главных особенностей всех островных кельтских языков — мутация согласных — в древневаллийском языке также не отображалась орфографически.
Надпись VIII века в церкви города Тивин (курорт на южном побережье Гуинета) показывает, что словоизменение в древневаллийском языке уже включало склонение существительных.
На древневаллийском были написаны законы короля Хивела Доброго (которые дошли до нас лишь в средневаллийских и латинских рукописях).

## Средневаллийский язык
Средневаллийский язык (валл. Cymraeg Canol) — период развития языка, длившийся с XII по XIV века. Этот период изучен значительно лучше предыдущего, в частности, благодаря ряду сохранившихся документов на средневаллийском. На средневаллийском написаны почти все сохранившиеся рукописи повестей Мабиногион, хотя сами произведения написаны значительно раньше. Среди документов на средневаллийском — рукопись историка и церковного писателя Гиральда Камбрийского (ок. 1146 — ок. 1223), в которой он рассказывает историю короля Генриха II. Согласно тексту Гиральда, Генрих II во время одного из походов спросил старика из Пенкедера, считает ли он, что у валлийского языка есть шанс уцелеть, на что тот ответил:
Господь, этот народ могут преследовать, ослаблять и убивать ваши солдаты, как это часто делали и другие в прежние времена; но она не исчезнет от гнева людского, если тогда же её не покарает гнев Божий. Что бы ни произошло, не думаю, что в день Страшного суда кто-либо кроме валлийцев и валлийского смогут дать ответ Высшему Судии за этот уголок земли.
Фонология средневаллийского языка сходна с современным валлийским, имеющиеся различия незначительны. Буква u, которой в настоящее время обозначается звук /ɨ/ в северо-валлийских диалектах и /i/ в южно-валлийских диалектах, представляет огублённый гласный среднего ряда верхнего подъёма /ʉ/ в средневаллийском языке. Дифтонг aw, характерный для безударных конечных слогов в средневаллийском, в современном валлийском трансформировался в o (например, средневаллийское marchawc = в современном валийском marchog «horseman» — «всадник»). Аналогично средневаллийские дифтонги ei и eu превратились в ai и au, например, средневаллийское seith = в современном валлийском saith «seven» — «семь», средневаллийское heul = современное haul — «солнце».

## Современный валлийский

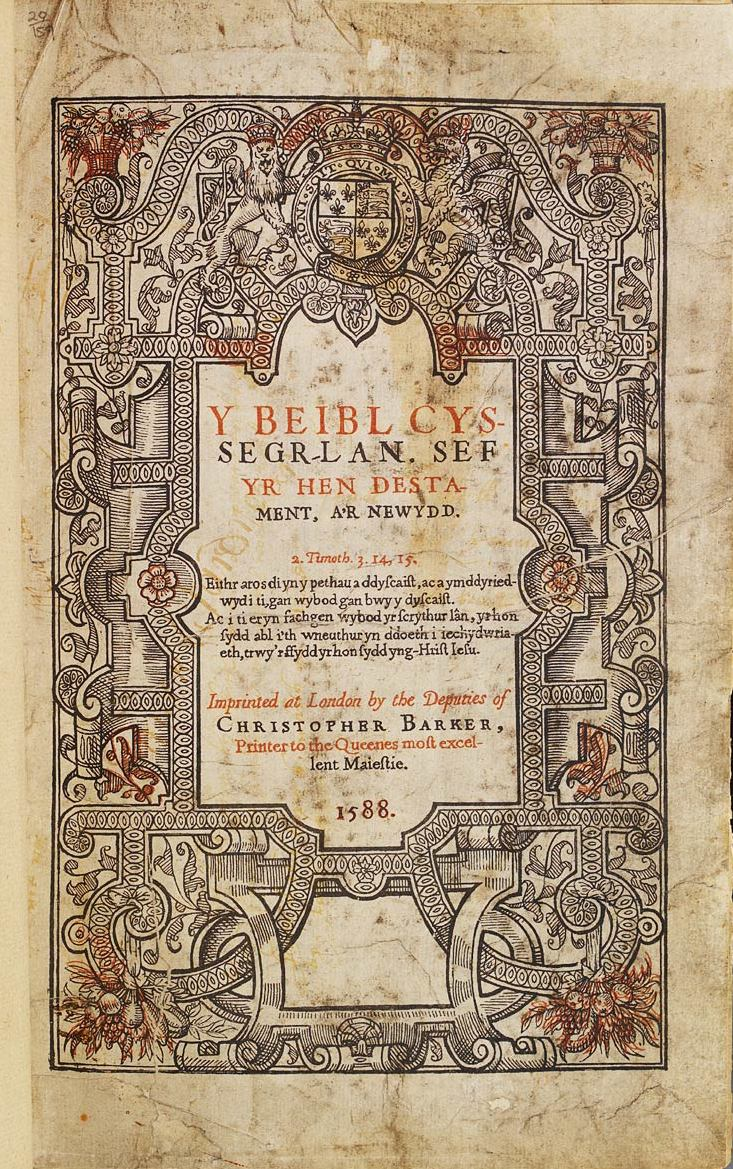
Библия на валлийском языке, 1588

### Ранненововаллийский
Период с начала XV до середины XVI века именуется ранненововаллийским языком. Это был язык придворных поэтов (Y Cywyddwyr), в частности, Давида ап Гвилима, прозванного «валлийским Петраркой».

### Поздненововаллийский
Период с середины XVI века именуется поздненововаллийским языком, важной вехой является публикация в 1588 году перевода на валлийский Библии Уильяма Моргана. По аналогии с английским переводом Библии, Библия Моргана оказала значительный стандартизирующий эффект на валлийский язык. Орфография языка стабилизировалась к началу XVII века.

### XIX век
Валлийский язык получил дополнительный импульс для развития в XIX веке, после публикации словарей валлийского языка. Работы первых валлийских лексикографов, в частности Дэниела Эванса, зафиксировали словарный запас достаточно точно. Современные словари валлийского языка, такие как Geiriadur Prifysgol Cymru (словарь университета Уэльса), являются прямыми потомками первых словарей XIX века.
Несмотря на этот рост, в школах Великобритании проводилась политика активного противодействия использованию учениками валлийского языка, известная как Welsh Not. Ученики, «уличённые» в использовании языка, должны были носить на шее табличку, которая затем передавалась следующему виновнику.
В ходе промышленной революции в Великобритании в Уэльс после 1800 года хлынул поток англоязычных рабочих, что привело к существенному размыванию валлийского населения Уэльса и формированию двуязычия, которое стало почти всеобщим. Правовой статус валлийского языка при этом был ниже, чем английского, и английский язык стал преобладающим по количеству говорящих, за исключением сельской «глубинки», особенно в северо-западном и среднем Уэльсе. Важное исключение составляли только нонконформистские церкви Уэльса, которые были тесно связаны с использованием валлийского языка.

### XX век
К началу XX века число носителей валлийского языка сократилось до уровня, при котором язык должен был бы вымереть в течение нескольких поколений.
По данным переписи 1911 года, из населения Уэльса и Монмутшира в возрасте старше 3 лет, составлявшего чуть менее 2,5 млн человек, 43,5 % говорило на валлийском (8,5 % — валлийские моноглоты, 35 % — говорящие на двух языках, английском и валлийском). По результатам предыдущей переписи 1891 года — 49,9 % говорящих на валлийском при населении 1,5 млн. (15,1 % — моноглоты, 34,8 % — двуязычных). При этом территориальное распределение валлийскоязычных было неравномерно, подавляющее их большинство было сосредоточено в пяти округах:
- Англси: 88,7 % говорящих на валлийском;
- Кередигион: 89,6 %;
- Карнарвоншир: 85,6 %;
- Кармартеншир: 84,9 %;
- Мерионетшир: 90,3 %.

За пределами этих пяти округов ещё в двух районах было отмечено большинство говорящих на валлийском:
- Денбишир: 56,7 %;
- Мертир-Тидвил 50,2 %[14].

В 1925 году на эйстетводее, проходившем в Пуллхели (округ Гуинет), была основана Партия Уэльса, провозгласившая своей основной целью развитие валлийского языка.

#### «Пожар на полуострове» (1936)
В 1936 году правительство Великобритании решило построить тренировочный лагерь королевских ВВС и аэродром в Пениберте на полуострове Ллин в Уэльсе. Акция протеста против решения правительства получила название валл. Tân yn Llŷn («пожар на полуострове»). Правительство Великобритании выбрало Ллин для строительства военных объектов после того, как планы размещения этих объектов в Нортумберленде и Дорсете вызвали протесты местного населения.
Тем не менее, премьер-министр Великобритании Стэнли Болдуин отказался рассматривать протест против размещения военных баз в Уэльсе, несмотря на депутацию, представлявшую интересы полумиллиона протестующих валлийцев. Уэльский драматург и общественный деятель Сондерс Льюис по этому поводу писал, что правительство Великобритании намерено превратить «важнейшие источники валлийской культуры, языка и литературы» в место для продвижения варварских методов ведения войны.
8 сентября 1936 года валлийские националисты Сондерс Льюис, Льюис Валентайн и Дэвид Джон Уильямс были обвинены в организации беспорядков и арестованы. Суд над ними, прошедший в Карнарвоне, не смог вынести вердикт, поскольку судопроизводство велось на английском, а подсудимые принципиально говорили только на валлийском, и рассмотрение дела было перенесено в суд Олд-Бейли в Лондоне. Члены «тройки» были приговорены к девяти месяцам заключения в тюрьме Уормвуд-Скрабс, после выхода из которой они были встречены как герои, в Карнарвоне их встречала толпа в 15 тысяч человек.

#### Радиовещание на валлийском и перепись 1931 года
С началом радиовещания в Уэльсе партия Уэльса выступила с протестами по поводу отсутствия радиовещания на валлийском языке. Кампания оказалась успешной, и с середине 1930-х годов в эфир стали выходить передачи на валлийском, а в 1937 году был учреждён официальный радиоканал на валлийском. При этом телевизионного канала с вещанием на валлийском в Уэльсе не было до 1982 года.
Согласно переписи 1931 года, при населении чуть больше 2,5 миллионов процент говорящих на валлийском в Уэльсе упал до 36,8 %, наибольшая их концентрация была в Англси — 87,4 %, в Кередигионе — 87,1 %, Мерионетшире — 86,1 %, Кармартене — 82,3 %, Карнарвоне — 79,2 %. В Радноршире и Монмутшире этот показатель составлял менее 6 % населения.

#### Закон о судопроизводстве в Уэльсе 1942 года
После процесса 1936 года по делу о «пожаре на полуострове», когда суд в Карнарвоне не смог вынести вердикт из-за того, что судопроизводство велось на английском, а подсудимые принципиально говорили только на валлийском, сообщество валлийскоговорящих начало требовать ведения судопроизводства на валлийском. На эйстетводе в Кардиффе в 1939 году Союз обществ Уэльса (валл. Undeb Cymdeithasau Cymru) принял петицию, призывающую к использованию валлийского языка в судах. Петиция была представлена в парламент в 1941 году, что привело к принятию Закона о судопроизводстве в Уэльсе 1942 года, предусматривавшего использование валлийского языка наряду с английским.

#### «Судьба языка» и перепись 1961 года
В 1962 году Сондерс Льюис выступил по радио с речью «Судьба языка» (валл. Tynged yr Iaith), в которой предсказал, что валлийский язык скоро исчезнет, если незамедлительно не принять решительных мер. Речь Льюиса была реакцией на результаты переписи 1961 года, которые продемонстрировали снижение количества носителей валлийского языка, — с 36 % в 1931 году до 26 % в 1961 году при населении около 2,5 миллионов. В Мерионетшире, Англси, Кармартене и Карнарвоне насчитывалось 75 % носителей языка, а наибольшее снижение их численности произошло в графствах Гламорган, Флинтшир и Пембрукшир.
Льюис своей речью преследовал цель мотивировать партию Уэльса принять более решительные меры для популяризации языка, однако это привело только к созданию Общества валлийского языка, а позже в том же году партия Уэльса провела летнюю школу в Понтардаве (графство Гламорган).

#### Закон о валлийском языке 1967 года
Закон о валлийском языке 1967 года, принятый британским парламентом, давал определённые возможности для использования валлийского языка в государственном делопроизводстве, в частности, предоставлял право использовать валлийский в устной форме в ходе судебного разбирательства в Уэльсе при условии предварительного уведомления суда. Этот закон был принят на основе доклада Хьюза Перри, опубликованного в 1965 году, в котором предлагалось ввести равную юридическую силу для валлийского и английского языков в устной и письменной речи и делопроизводстве, как в судах, так и в государственных учреждениях Уэльса. Принятый вариант закона включил не все рекомендации доклада Хьюза Перри. До принятия данного закона в государственных учреждениях Уэльса в устной речи использовался только английский язык.

#### Голодовка за телевизионный канал S4C
Как отмечает доктор Дэвис, в 1979 году, после того как «кампания „да“» Ассамблеи Уэльса потерпела поражение, секретарь консервативной партии объявил, что правительство Великобритании не выполнило своё обязательство по созданию телеканала с вещанием на валлийском языке, что вызвало повсеместное возмущение и негодование в Уэльсе.
В начале 1980 года более двух тысяч членов партии Уэльса заявили о готовности подвергнуться тюремному заключению вместо того, чтобы платить лицензионные сборы за телевидение, а весной того же года представитель партии Гуинвор Эванс объявил о своем намерении устроить голодовку, если телевизионный канал с вещанием на валлийском не будет создан. В начале сентября 1980 года, по оценке Дэвиса, «страсти накалились до предела», в этих условиях 17 сентября 1980 года правительство Великобритании приняло соответствующее решение, и 2 ноября 1982 года начал вещание телевизионный канал S4C (Sianel Pedwar Cymru, «4-й канал, Уэльс»), в прайм-тайм ведущий передачи только на валлийском.

#### Закон о валлийском языке 1993 года
Закон о валлийском языке 1993 года (англ. Welsh Language Act 1993) установил, что валлийский язык используется в Уэльсе наравне с английским в государственном секторе экономики. Это был шаг вперёд по сравнению с законами Уэльса 1535—1542 годов, которые устанавливали английский единственным языком в судах и других сферах государственного управления в Уэльсе. Хотя Закон о валлийском языке 1967 года дал некоторые права на использование валлийского языка в судопроизводстве, закон 1993 года впервые уравнял валлийский с английским в общественной жизни.
Согласно закону 1993 года, учреждался специальный орган — Языковый совет Уэльса, подотчётный государственному секретарю по Уэльсу, в обязанности которого входило содействие использованию валлийского языка и обеспечение соблюдения других положений закона 1993 года. Кроме того, этот закон предоставил право носителям валлийского языка использовать валлийский язык в ходе судебного разбирательства при любых обстоятельствах, в отличие от норм закона 1967 года, который предусматривал использование валлийского в судопроизводстве в ограниченных рамках. Закон 1993 года обязывал все организации государственного сектора, оказывающие услуги населению в Уэльсе, использовать валлийский и английский языки на равных основаниях, но эти требования не распространялись на частный бизнес.
Некоторые полномочия государственного секретаря по делам Уэльса в соответствии с законом 1993 года впоследствии были переданы Национальной ассамблее Уэльса, но часть полномочий была сохранена за правительством Великобритании.
На национальном эйстетводе 2000 года, проходившем в Лланелли, Киног Давис, депутат Национальной ассамблеи Уэльса от партии Уэльса, призвал новое языковое движение Уэльса лоббировать интересы валлийского языка на уровне Уэльса, Великобритании и Евросоюза. В своей речи Давис призвал другие группы поддержки валлийского языка к более тесному сотрудничеству для создания благоприятного психологического климата, в котором использование валлийского языка было бы «привлекательным, захватывающим, предметом гордости и признаком силы». Давис также указал на Каталонию и Страну Басков в качестве успешных примеров для подражания.
С Дефисом вступил в полемику бывший лидер партии Уэльса лорд Элис-Томас. На эйстетводе молодёжной лиги Уэльса Элис-Томас сказал, что нет необходимости в принятии дополнительного закона о валлийском языке, сославшись на то, что «достаточно доброй воли, чтобы защищать язык будущего». Выступление Элис-Томаса было встречено критически, многие участники форума потребовали вывести его из руководства Национальной ассамблеи.

### XXI век

#### Перепись 2001 года и конфликты по поводу «вторых домов»

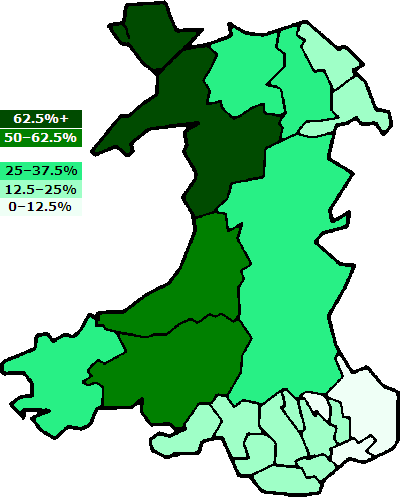
Процент владеющих валлийским языком в разных графствах Уэльса

Согласно данным переписи 1991 года, уровень владения валлийским языком стабилизировался на уровне 1981 года (18,7 %).
По данным переписи 2001 года, число носителей валлийского языка в Уэльсе увеличилось впервые за более чем 100 лет, до 20,8 %, при численности населения региона более 2,9 миллионов. Кроме того, 28 % населения Уэльса, по их заявлениям, понимали валлийский. Данные переписи показали, что наибольший рост числа носителей языка был в городских районах, в частности, в Кардиффе — с 6,6 % в 1991 году до 10,9 % в 2001 году — и в Ронта, Кинон, Таф — с 9 % в 1991 году до 12,3 % в 2001 году. При этом число носителей языка уменьшилось в Гуинете с 72,1 % до 68,7 %, а в Кередигионе с 59,1 % до 51,8 % соответственно. При этом в Кередигионе был наибольший прирост населения — 19,5 % по сравнению с 1991 годом.
По оценке бывшего советника партии Уэльса Сеймона Глина, уменьшение количества носителей валлийского языка в некоторых местностях могло быть обусловлено ростом цен на недвижимость в Уэльсе до уровня, недоступного для местных жителей, что, по мнению Глина, могло привести к тому, что «…традиционные валлийские общины могли вымереть…».
Спрос на недвижимость в сельской местности Уэльса в основном формируют покупатели, которые ищут себе второй дом в качестве загородной дачи или для проживания после выхода на пенсию. В частности, в Уэльс устремляются многие покупатели из Англии благодаря относительно низким, по сравнению с Англией, ценам на недвижимость. Поскольку рост цен на жильё опережал рост среднего уровня доходов в Уэльсе, это приводило к тому, что многие уэльсцы не могли позволить себе приобрести даже первый дом, будучи не в состоянии конкурировать с покупателями вторых домов. Так, в 2001 году почти одна треть домов, проданных в Гуинете, была приобретена «внешними» покупателями, а не жителями графства, и, по данным некоторых общин графства, порядка трети приобретённых домов использовалась их хозяевами в качестве загородных дач.
Проблема «вытеснения» местных жителей с рынка жилья характерна для многих сельских общин Великобритании, но в Уэльсе она дополнительно усложняется языковым фактором: многие новые жители, купившие недвижимость в Уэльсе, не владеют валлийским языком. По этому поводу Глин отметил: «если в вашем сообществе живёт более 50 %, говорящих на иностранном языке, вы почти сразу утратите свой родной язык».
Партия Уэльса пыталась регулировать процессы приобретения вторых домов в Уэльсе, в частности, в 2001 году рабочая группа во главе с Дэвидом Уигли рекомендовала властям общин выделять местным жителям субсидии и гранты на покупку домов и увеличить вдвое ставки муниципального налога на дома, используемые в качестве загородных дач, по аналогии с мерами, предпринимаемыми в Северо-Шотландском нагорье.
Но эти предложения были отклонены коалицией лейбористов и либерал-демократов в Национальной ассамблее Уэльса. В частности, либеральный демократ Питер Блэк заявил, что «мы не можем принимать карательные меры против владельцев „вторых домов“, поскольку это будет оказывать влияние на стоимость домов местных жителей».
Власти национального парка Эксмур в Англии, наоборот, с осени 2001 года начали ограничивать приобретение вторых домов, что привело к росту цен на недвижимость на 31 %. Элвин Ллуид, руководитель фракции партии Уэльса в парламенте, отметил в связи с этим, что проблемы в национальном парк Эксмур те же, что и в Уэльсе, но в Уэльсе есть дополнительные проблемы, связанные с языком и культурой. Позицию Глина Ллуид прокомментировал следующим образом: «когда это делается в Эксмуре, чтобы защитить своё сообщество — это нормально, но стоит вам заговорить о том же в Уэльсе — это тут же называется расизмом…».
Ллуид призвал другие партии присоединиться к дискуссии о возможности перенести опыт Эксмура в Уэльс: «… я умоляю их собраться за общим столом и посмотреть, можем ли мы опыт Эксмура применить в Уэльсе».
Следуя примеру Эксмура, весной 2002 года власти национальных парков «Сноудония» и «Пембрукшир-Кост» начали ограничивать возможности приобретения второго домовладения на своих территориях. Желающие приобрести новые дома в этих местностях должны были представить серьёзные аргументы в пользу своего приобретения либо продемонстрировать наличие прочных связей с этой местностью.
Политика валлийских националистов дала определённые результаты в конце XX — начале XXI веков. Помимо радио- и телевещания на валлийском, изучение валлийского является обязательным в школах Уэльса до 16-летнего возраста.

#### Перепись 2011 года и дальнейшие меры по развитию валлийского языка

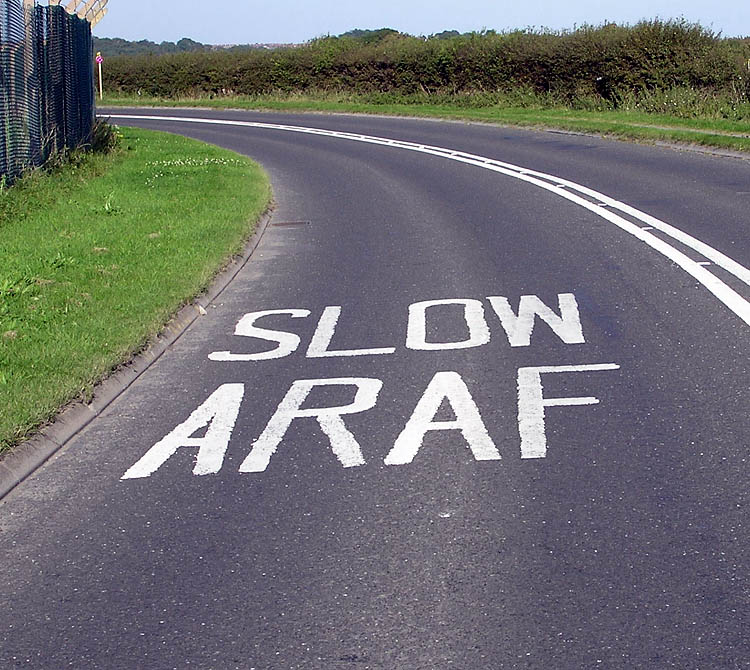
Двуязычная разметка дороги близ аэропорта Кардиффа. В валлийскоязычных регионах надпись на валлийском идёт первой

Перепись 2011 года показала, что доля населения Уэльса, способного говорить на валлийском языке, снизилась с 20,8 % до 20,0 %.
В 2011 году был упразднён Языковый совет Уэльса и учреждена должность комиссара по валлийскому языку. Основной задачей комиссара по валлийскому языку является содействие использованию валлийского языка, деятельность комиссара основана на двух основных принципах:
- валлийский должен иметь в Уэльсе условия функционирования не хуже, чем английский язык;
- жители Уэльса должны иметь возможность пользоваться медиаресурсами на валлийском языке (при желании).

Первым комиссаром по валлийскому языку стала Мери Хиус, ранее занимавшая должность заместителя исполнительного директора Языкового совета Уэльса.
В 2012 году Национальная ассамблея Уэльса приняла закон о государственных языках, который получил санкцию Её величества Елизаветы II 12 ноября 2012 года. Согласно этому закону, Национальная ассамблея Уэльса ведёт свою деятельность на двух официальных языках, английском и валлийском, которые имеют одинаковую силу.